# 10.5 – Apokalypse
10.5 – Apokalypse (Originaltitel: 10.5: Apocalypse) ist eine US-amerikanische Fernseh-Miniserie von Regisseur John Lafia aus dem Jahr 2006 und die Fortsetzung von 10.5 – Die Erde bebt (2004). Die Hauptrollen spielen dabei Kim Delaney, Beau Bridges und Frank Langella. Die deutsche Synchronisation  erfolgte durch die Firma Bavaria Synchron GmbH, München.

## Handlung
Ein gewaltiges Erdbeben, das auf der Richterskala einen Wert von 10,5 erreicht, verursacht auf dem nordamerikanischen Kontinent einen Riss in der Erdkruste. Wegen dieses Ereignisses geschehen eine Reihe von Naturkatastrophen, wie Beben oder Vulkanausbrüche im Westen der Vereinigten Staaten. Präsident Hollister schickt Dr. Samantha Hill, um diese Katastrophen mit Hilfe von anderen Geologen zu untersuchen. Sie stellen fest, dass die Kontinentalplatten auseinanderdriften werden und dass nur Samanthas Vater, Dr. Earl Hill, ein pensionierter Geologe, der in Las Vegas lebt, feststellen kann wie ernst die Lage ist, weil nur er so eine Eventualität vorausgesehen hat.
Bevor sie aber mit ihm in Kontakt treten, wird Las Vegas durch eine Naturkatastrophe zerstört. Währenddessen öffnet sich ein Graben, der sich von Norden her bildet und sich bis zum Golf von Mexiko auszubreiten droht. Man stellt ebenfalls fest, dass er sich mit Lava füllt und zwei Atomkraftwerke bedroht. Nach schwersten Bemühungen wird Dr. Earl Hill von Rettungsexperten lebend gefunden und zum Team gebracht, damit er in dieser Hinsicht helfen soll.
Es gelingt ihm mit Hilfe seiner Tochter einen entsprechenden Plan zu entwickeln. Durch eine gezielte Sprengung von Erdgaslagerstätten in unmittelbarer Nähe vor den Atommeilern gelingt es ihnen, die Bildung des Grabens umzuleiten und die Atomkraftwerke zu retten. So können sie eine Atomkatastrophe verhindern, die bis zu 75 Millionen Menschen getötet hätte. Dennoch erreicht er die Küste im Süden der USA und die Küste im Norden Kanadas. So teilt der Graben den Kontinent in zwei Teile, füllt sich mit Meerwasser und bildet so eine neue Wasserstraße in Nord-Süd-Richtung.

## Ausstrahlung in Deutschland
Die Miniserie wurde am 27. und 28. August 2006 auf RTL ausgestrahlt.
| Datum           | Zuschauer | Zuschauer       | Marktanteil | Marktanteil     | Quellen |
| Datum           | Gesamt    | 14 bis 49 Jahre | Marktanteil | Marktanteil     | Quellen |
| Datum           | Gesamt    | 14 bis 49 Jahre | Gesamt      | 14 bis 49 Jahre | Quellen |
| --------------- | --------- | --------------- | ----------- | --------------- | ------- |
| 27. August 2006 | 3,92 Mio. | 2,5 Mio.        | –           | 17,1 %          | [ 2 ]   |
| 28. August 2006 | 3,78 Mio. | 2,31 Mio.       | 12,0 %      | 17,3 %          | [ 3 ]   |

## Hintergrund
Viele in der Miniserie dargestellte Theorien in der Geologie sind wissenschaftlich nicht belegt bzw. frei erfunden. Die Plattentektonik ist in einem ewigen Zyklus; eine Richtungsumkehrung wie im Film gibt es nicht. Tatsächlich können Grabenbrüche und neue Plattengrenzen entstehen, aber dies geschieht in der Regel in Jahrtausenden oder Jahrmillionen (beispielsweise der Große Afrikanische Grabenbruch). Des Weiteren ist keine Methode bekannt, geologische Prozesse auf die Minute genau vorauszusagen. Außerdem können geologische Bewegungen nur schwer durch Detonationen beeinflusst werden.
Das betroffene Kernkraftwerk Red Plains ist fiktiv. Tatsächlich liegen im südlichen Texas jedoch viele große und bedeutende amerikanische Kernkraftwerke.

## Kritiken
„(Fernseh-)Fortsetzung eines missratenen Katastrophen-Spektakels, das den Vorgänger mit verquasten Dialogen, lächerlichen Spezialeffekten und desinteressierten Darstellern noch überbietet und außer einem gerüttelt Maß an unfreiwilliger Komik wenig zu bieten hat.“

„Kein Stein bleibt auf dem anderen. Den Rest erweichen die Dialoge des US-Präsidenten (Beau Bridges), der toughen Geologin (Kim Delaney) und aller übrigen Klischeeträger… Und die Tricks? Nun ja, sie erinnern ein wenig daran, wie Onkel Erwin auf einer Grillparty in den 70ern den Zoom an seiner Super-8-Kamera entdeckte. Fazit: Apokalyptischer kann Fernsehen kaum sein“

## Auszeichnungen
Die Miniserie wurde einmal für den Saturn Award nominiert.